# Bridges Burned
Bridges Burned er en amerikansk stumfilm fra 1917 af Perry N. Vekroff.

## Medvirkende
- Olga Petrova som Mary O'Brien.
- Mahlon Hamilton som Ernest Randal.
- Arthur Hoops som O'Farrell.
- Maurice Steuart.
- Robert Broderick som Thomas O'Brien.